# Maddy Siegrist
Madison Siegrist, née le 22 mai 2000 à Poughkeepsie dans l'État de New York, est une joueuse professionnelle américaine de basket-ball évoluant au poste d'ailier.

## Biographie

### Carrière junior
Maddy Siegrist a joué au basket-ball pour l’école secondaire Our Lady of Lourdes à Poughkeepsie, dans l’État de New York. En première année, elle a été nommée joueuse de l’année du Poughkeepsie Journal après avoir obtenu une moyenne de 21 points, 12 rebonds et quatre passes décisives par match et avoir mené son équipe aux demi-finales de la section 1 de la catégorie AA. Dans sa saison senior, Siegrist a obtenu une moyenne de 32,7 points et 13,1 rebonds par match et a été nommée à plusieurs reprises joueuse de l’année du Poughkeepsie Journal. Elle s’est engagée à jouer au basket-ball universitaire pour l'université Villanova.
Elle joue en NCAA pour les Wildcats de Villanova.
Elle a fait sa première saison à Villanova après avoir subi une fracture de la cheville. Le 21 décembre 2019, elle a inscrit 41 points et 10 rebonds lors d’une victoire de 77-69 contre les Explorers de La Salle, brisant ainsi le record du programme des meilleurs marqueurs en un seul match. En première année, elle a obtenu une moyenne de 18,8 points et 8,9 rebonds par match, ce qui lui a valu d'être nommée first-team All-Big East et Freshman of the Year. Siegrist a marqué 583 points au cours de la saison, le plus haut score jamais atteint par un joueur de première année de Villanova. Le 19 décembre 2020, elle a inscrit un record de 34 points et 19 rebonds lors d’une victoire de 73-68 contre les Bluejays de Creighton. Siegrist a obtenu une moyenne de 22,8 points et 9,8 rebonds par match en deuxième année, et a été sélectionné à l’unanimité par la première équipe pour le Big East.
Le 20 janvier 2023, elle a dépassé Shelly Pennefather pour le record de points en carrière de Villanova tout en marquant 23 points dans une victoire 73-57 contre Creighton. Le 11 février, Siegrist a inscrit un record de 50 points et 10 rebonds lors d’une victoire de 99-65 contre les Pirates de Seton Hall. Elle a battu les records de pointage de Big East et de Villanova en une seule partie et est devenue la meilleure marqueuse de tous les temps de Big East. En tant qu’ancienne, elle était la meilleure marqueuse du pays, avec une moyenne de 29,0 points et 9,1 rebonds par match. Elle a inscrit 13 matchs d’au moins 30 points, et n’a pas marqué moins de 21 points dans un match cette année. Elle est devenue la meilleure marqueuse de tous les temps du Big East, hommes ou femmes, avec 1693 points. Après une saison exceptionnelle, elle a été nommée joueuse de l’année du Big East et a remporté les honneurs de la première équipe de l’Est Big Team à l’unanimité.

### Carrière professionnelle
Maddy Siegrist est sélectionnée en 3e position lors de la draft WNBA 2023 par les Wings de Dallas.
Elle dispute son premier match le 6 mai 2023 lors de la saison WNBA 2023 face au Sky de Chicago en jouant 10 minutes et en inscrivant 3 points. Elle réalise son record de points et de rebonds le 8 juin 2023 face au Mercury de Phoenix en inscrivant 14 points et 8 rebonds. Elle termine la saison régulière avec des moyennes par match de 3,7 points, 1,6 rebond et 0,2 passe décisive en 8,2 minutes de jeu. Lors des playoffs, elle dispute les deux matchs du premier tour face au Dream d'Atlanta, puis elle joue deux matchs sur trois face aux Aces de Las Vegas en demi-finale.
Elle débute la saison WNBA 2024 le 16 mai 2024 face au Sky de Chicago en jouant 18 minutes avec 13 points, 5 rebonds et 1 passe décisive. Le 26 mai 2024, elle inscrit 22 points, battant son record, face au Mercury de Phoenix. Durant la saison, elle dispute 27 matchs, dont 13 comme titulaire, avec des moyennes par match de 9,4 points, 2,3 rebonds et 0,5 passe décisive en 23,9 minutes de jeu.

## Palmarès et Distinctions

### Palmarès
Néant.

### Distinctions personnelles
- 4x First-team All-Big East (2020, 2021, 2022, 2023)
- Big East Rookie of the Year (2020)
- Big 5 Rookie of the Year honors (2020)
- First team All-Philadelphia Big 5 (2021)
- USBWA Honorable Mention All-American (2021)
- Big East Player of the Year (2022)
- USBWA , AP, third team All American (2022)
- USBWA , AP, first team All American (2023)
- WBCA Coaches All-American First Team All-American (2023)
- John R. Wooden All-American Team selection (2023)
- Katrina McClain Award Winner (2023)
- NCAA season scoring leader (2023)

## Statistiques

### A l'université
| Gras/Meilleures performances | [ 18 ] |

| Saison                    | Équipe                    | MJ  | M5  | Min  | %T   | %3   | %LF  | Rb   | PD  | Int | Ctr | BP  | F   | Pts  |
| ------------------------- | ------------------------- | --- | --- | ---- | ---- | ---- | ---- | ---- | --- | --- | --- | --- | --- | ---- |
| 2019-2020                 | Wildcats de Villanova     | 31  | 28  | 35,1 | 44,7 | 32,5 | 76,1 | 8,9  | 1,3 | 0,9 | 1,1 | 1,8 | 2,8 | 18,8 |
| 2020-2021                 | Wildcats de Villanova     | 24  | 24  | 34,5 | 48,3 | 36,4 | 77,4 | 9,8  | 2,0 | 1,5 | 1,1 | 2,6 | 2,9 | 22,8 |
| 2021-2022                 | Wildcats de Villanova     | 27  | 27  | 36,1 | 49,3 | 34,6 | 82,1 | 9,2  | 1,9 | 1,4 | 1,0 | 1,8 | 2,0 | 25,3 |
| 2022-2023                 | Wildcats de Villanova     | 37  | 37  | 35,4 | 51,0 | 36,1 | 85,8 | 9,2  | 1,5 | 1,2 | 1,2 | 1,4 | 2,0 | 29,2 |
| Total : moyenne par match | Total : moyenne par match |     |     | 35,3 | 48,7 | 34,7 | 81,9 | 9,3  | 1,6 | 1,2 | 1,1 | 1,8 | 2,4 | 24,3 |
| Totaux                    | Totaux                    | 119 | 116 | 4201 | 1094 | 210  | 498  | 1102 | 193 | 148 | 131 | 218 | 286 | 2896 |

### En WNBA
| Gras/Meilleures performances | [ 19 ] |

#### En saison régulière
| Saison                    | Équipe                    | MJ | M5 | Min  | %T   | %3   | %LF  | Rb  | PD  | Int | Ctr | BP  | F   | Pts |
| ------------------------- | ------------------------- | -- | -- | ---- | ---- | ---- | ---- | --- | --- | --- | --- | --- | --- | --- |
| 2023                      | Wings de Dallas           | 39 | 0  | 8,2  | 50,9 | 33,3 | 93,1 | 1,6 | 0,2 | 0,2 | 0,2 | 0,2 | 0,7 | 3,7 |
| 2024                      | Wings de Dallas           | 27 | 13 | 23,9 | 50,5 | 27,0 | 76,7 | 3,3 | 1,0 | 0,4 | 0,4 | 0,6 | 1,2 | 9,4 |
| Total : moyenne par match | Total : moyenne par match |    |    | 14,6 | 50,6 | 28,8 | 83,3 | 2,3 | 0,5 | 0,3 | 0,3 | 0,4 | 0,9 | 6,1 |
| Totaux                    | Totaux                    | 66 | 13 | 963  | 163  | 15   | 60   | 151 | 35  | 18  | 17  | 24  | 61  | 401 |

#### En playoffs
| Saison                    | Équipe                    | MJ | M5 | Min | %T   | %3  | %LF | Rb  | PD | Int | Ctr | BP | F   | Pts |
| ------------------------- | ------------------------- | -- | -- | --- | ---- | --- | --- | --- | -- | --- | --- | -- | --- | --- |
| 2023                      | Wings de Dallas           | 4  | 0  | 4,8 | 66,7 | 100 | 100 | 1,0 | 0  | 0,3 | 0   | 0  | 0,5 | 3,5 |
| Total : moyenne par match | Total : moyenne par match |    |    | 4,8 | 66,7 | 100 | 100 | 1,0 | 0  | 0,3 | 0   | 0  | 0,5 | 3,5 |
| Totaux                    | Totaux                    | 4  | 0  | 19  | 4    | 2   | 4   | 4   | 0  | 1   | 0   | 0  | 2   | 14  |